# 井上一郎 (実業家)
井上 一郎（いのうえ いちろう、1934年2月16日 - ）は、日本の実業家。北海道小樽市出身。光合金製作所代表取締役会長。

## 経歴
- 昭和33年3月　室蘭工業大学工学部鉱山工学科 卒業
- 昭和34年4月　北海道大学工学部助手(衛生工学科)
- 昭和39年9月　株式会社光合金製作所 研究室長
- 昭和47年2月　同 専務取締役
- 昭和53年2月　同 代表取締役社長
- 平成16年4月　同 代表取締役会長

## 人物
- 小樽財界の顔役として、北海道発明協会理事、北海道中小企業同友会常任理事、小樽商科大学経営協議委員会などに所属している[2]。
- 小樽運河の保存論争の真っ只中だった1974年に小樽青年会議所副理事長を務め、運河埋め立てを推進する行政や商工会議所に抵抗し、保存運動を推進した[3]。
- 伊藤整文学賞の創設者であり、主催する「伊藤整文学賞の会」の会長を務めた。